# محبوب علی خان

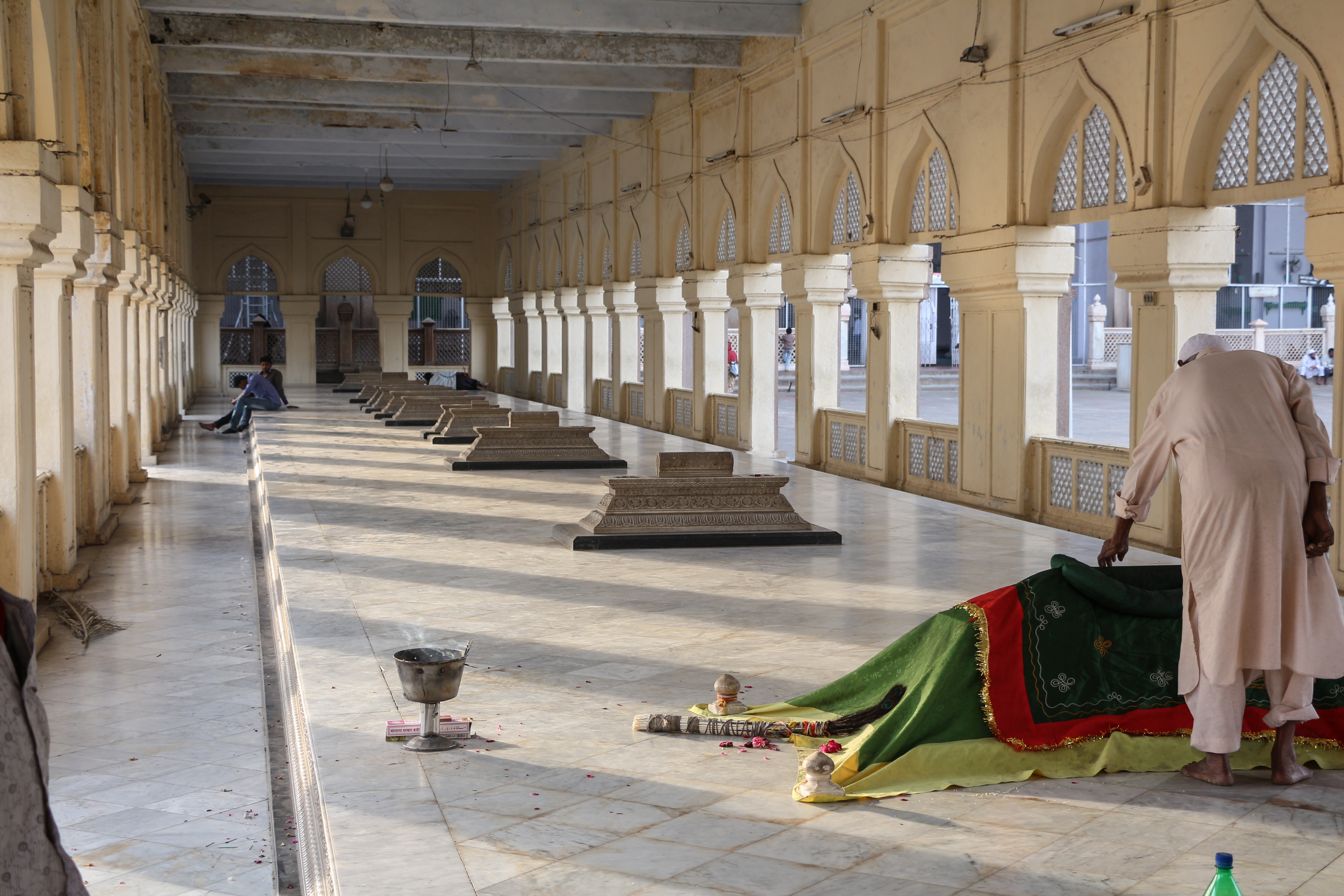
مرقد میر محبوب علی خان

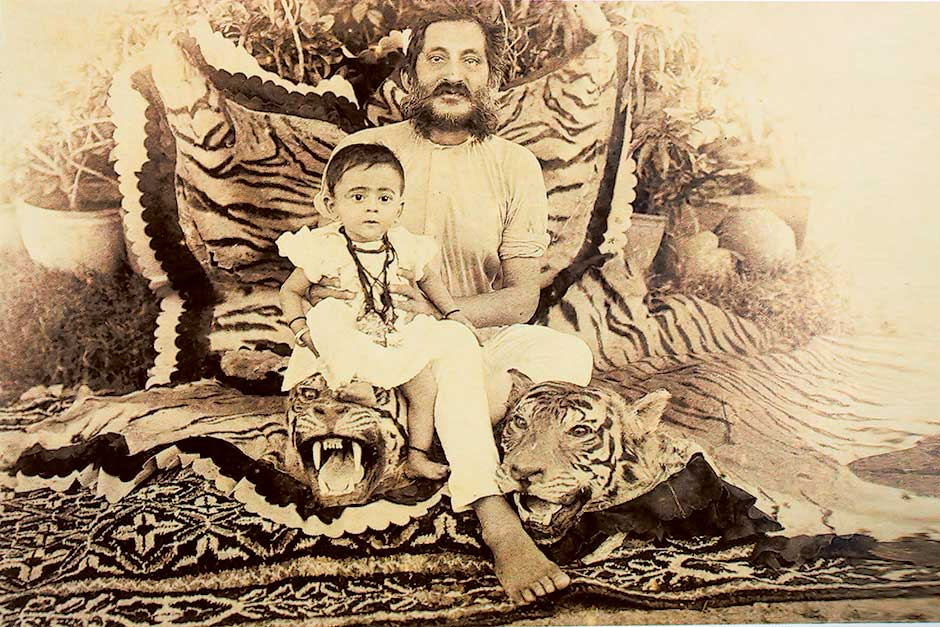
Nizam Mahboob Ali Khan with his son عثمان علی خان

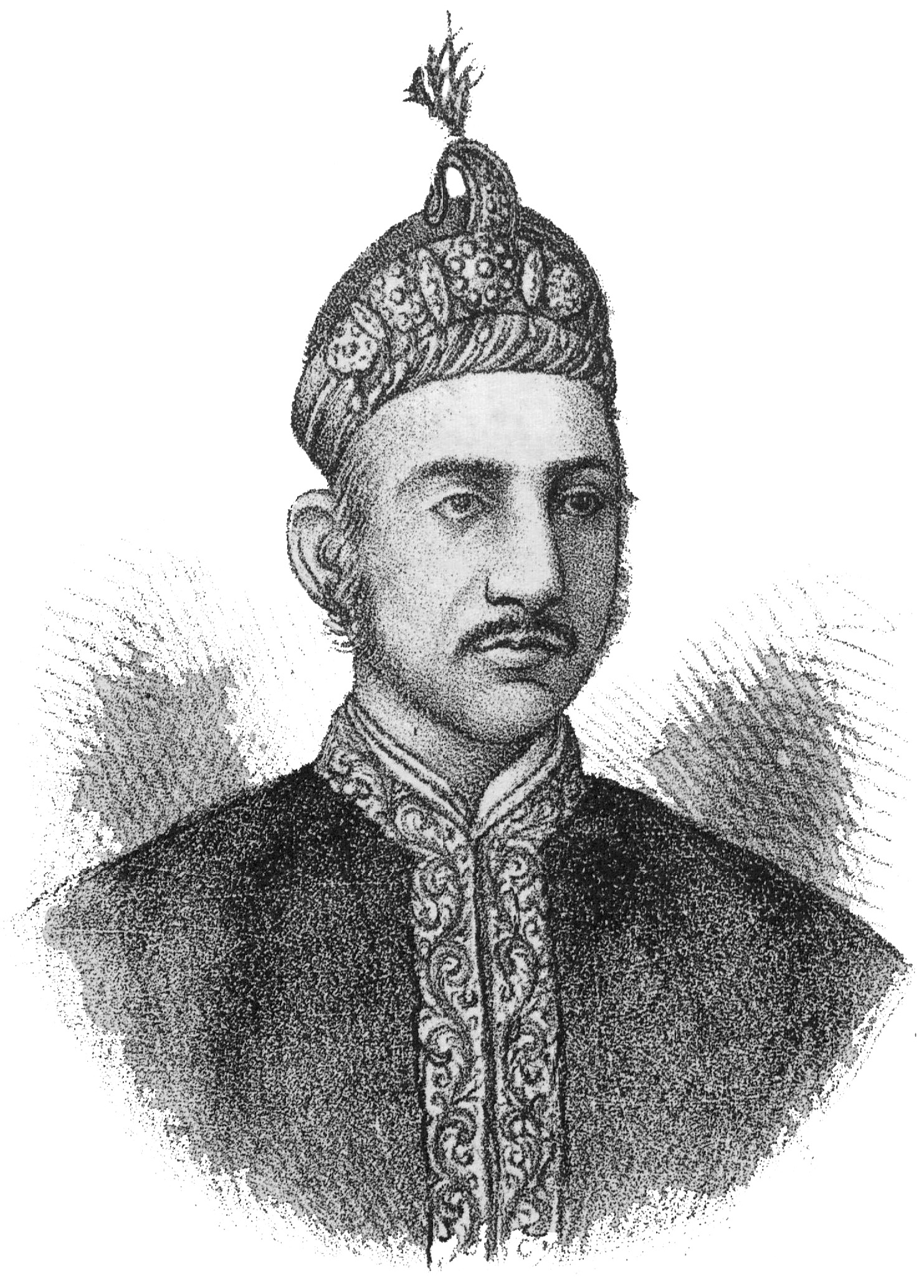
نظام‌الملک میرمحبوبعلی‌خان (اثر ابوتراب غفاری در حدود سال ۱۳۰۱ قمری)

میر محبوب علی خان صدیقی بیافندی GCB GCSI (18 اوت ۱۸۶۶–۲۹ اوت ۱۹۱۱) ششمین نظام حیدرآباد بود. وی بین سالهای ۱۸۶۹ تا ۱۹۱۱ در ایالت حیدرآباد، یکی از ایالات پرنسلی در هند حکومت کرد.

## دوران کودکی
نظام ششم - میر محبوب علی خان در ۱۷ اوت سال ۱۸۶۶ در پوریانی هویلی حیدرآباد به دنیا آمد.
ایشان به زبانهای اردو، تلوگو و فارسی تسلط کامل داشت.

## قدرت عرفانی
او قدرت درمان نیش زدگی مار را دارا بود. اگر کسی از عموم مردم توسط مار نیش زده می‌شد، می‌توانست با اطمینان نزد او برود.

## مرگ
نظام ششم در ۲۹ اوت ۱۹۱۱ در سن ۴۵ سالگی درگذشت. وی در کنار اجداد خود در مسجد مکه، حیدرآباد به خاک سپرده شد. فرزند دوم وی میر عثمان علی خان جانشین وی شد.